# Lex Iunia Norbanna de manumissionibus
Die lex Iunia Norbanna de manumissionibus war ein privatrechtliches Gesetz zur Regelung von Aspekten des Gewaltverhältnisses zwischen den Herren (pater familias) und seinen Sklaven. Das Gesetz wird der postaugusteischen Zeit zugerechnet und auf 19 n. Chr. datiert. Die lex verschärfte die Voraussetzungen für die Freilassung von Sklaven.
Das Gesetz bot den Freigelassenen Vorteile. Soweit die Freilassung zweifelsfrei bekundet und auch sonst formell unbeanstandet blieb, wurde dem Aspiranten das römische Bürgerrecht zugesprochen. Dadurch erlangte er rechtliche Freiheit und die anerkannte Stellung der latini colonarii. Vor Inkrafttreten des Gesetzes änderte die bis dahin lediglich faktisch erlangte Freiheit nichts am Abhängigkeitsverhältnis zum Eigentümer; sie blieb unsicher.
Mit der lex Salpensana erging später ein Gesetz zur Regelung von Freilassungen vor dem Duumvirn, dies nach ius Latii.